# Richard Twiss
Richard Twiss (Róterdam, 1747-Londres, 1821) fue un viajero, escritor e hispanista inglés.

## Biografía
Fue hijo de un comerciante inglés residente en los Países Bajos, quien le dejó suficiente dinero como para poder dedicarse a viajar y escribir el relato de sus experiencias. Su primera salida al continente le llevó a Países Bajos, Bélgica, Francia, Suiza, Italia, Alemania y Bohemia, volviendo a Inglaterra en 1770. Su primera obra fue una colección de anécdotas publicada anónima sobre el ajedrez en dos volúmenes: Chess: a compilation of anecdotes relative to the game, Londres, 1787 y 1789. Después su curiosidad se dirigió a España y Portugal, países que imaginaba estarían por detrás de los otros en artes y literatura. En 1772 zarpó hacia la Península, viaje que repitió al año siguiente y que escribiría en Travels through Portugal and Spain in 1772 and 1773 (Londres, 1775; hay traducción moderna al español); la obra le mereció el elogio del doctor Samuel Johnson y fue reimpresa el mismo año en Dublín y traducida al alemán y al francés al año siguiente, prueba del éxito que tuvo. Lleva, curiosamente, dos apéndices que son dos resúmenes, uno de historia de España y otro de literatura española, en el que se muestra especialmente interesado por la poesía lírica. Hizo después otros viajes y publicó Tour in Ireland in 1775 (1776) y A trip to Paris in July and August 1792 (Londres, 1793) describiendo el país donde se desarrollaba la Revolución francesa. De espíritu ilustrado y científico, llegó a ser miembro de la Royal Society y dedicó parte de su fortuna al intento, infructuoso y que casi le arruinó, de obtener papel a partir de la paja. En 1805 publicó en Londres Miscellanies, dos volúmenes.

## Obras
- Chess; a compilation of anecdotes relative to the game. London: J. Robinson and T. & J. Egerton, 1787-1789, 2 vols., publicado anónimo.
- Travels through Portugal and Spain in 1772 and 1773 (Londres, 1775; hay traducción moderna al español: Madrid: Cátedra, 1999).
- Tour in Ireland in 1775 (1776).
- A trip to Paris in July and August 1792 (Londres, 1793).
- Execution of the King of France now exhibiting at no. 28, Hay-market. La guillotine; or the beheading machine, from Paris, by which the late King of France suffered. And an exact representation of the execution (Londres, 1793).
- Miscellanies (Londres: Egerton, 1805, 2 vols.). Incluye un suplemento a Chess: A Compilation of all the Anecdotes and Quotations that could be found relative to the game of Chess; with an account of all Chess-books that could be procured.